# Martien Vreijsen
Nicolaas Martinus Hubertus Johannes Vreijsen (Breda, 15 novembre 1955) è un ex calciatore olandese.